# 털날개나방과
털날개나방과(Pterophoridae)는 나비목에 속하는 나방과의 하나이다. 독특하게 변형된 날개를 있다.

## 하위 아과
- Agdistinae
- Ochyroticinae
- Pterophorinae Zeller, 1841
- Deuterocopinae Gielis, 1993
- Macropiratinae - 별도의 과, Macropiratidae로 취급하기도 한다.

한국에서 발견되는 종으로는 파털날개나방, 해당화털날개나방, 포도털날개나방, 쑥털날개나방, 포도애털날개나방, 수원털날개나방, 갈색털날개나방 등이 있다.